# 올댓뮤직
《올댓뮤직》은 KBS춘천 1TV에서 방송한 음악 프로그램이다.

## 기획 의도
실력있는 뮤지션들의 라이브 연주를 직접 듣는 음악 프로그램이다.

## 역대 방송시간
| 방송 채널   | 방송 기간                          | 방송 시간                    | 방송 분량 |
| ----------- | ---------------------------------- | ---------------------------- | --------- |
| KBS춘천 1TV | 2012년 9월 24일                    | 매주 월요일 밤 12:35 ~ 1:25  | 50분      |
| KBS춘천 1TV | 2012년 10월 15일 ~ 2013년 4월 1일  | 매주 월요일 밤 12:40 ~ 1:30  | 50분      |
| KBS춘천 1TV | 2013년 4월 8일 ~ 2013년 10월 14일  | 매주 월요일 새벽 1:10 ~ 2:00 | 50분      |
| KBS춘천 1TV | 2013년 10월 24일 ~ 2014년 7월 10일 | 매주 목요일 새벽 1:10 ~ 2:00 | 50분      |
| KBS춘천 1TV | 2014년 7월 24일 ~ 2014년 8월 28일  | 매주 목요일 밤 12:30 ~ 1:20  | 50분      |
| KBS춘천 1TV | 2014년 11월 20일 ~ 2015년 4월 9일  | 매주 목요일 밤 12:30 ~ 1:20  | 50분      |
| KBS춘천 1TV | 2016년 1월 28일 ~ 2018년 5월 24일  | 매주 목요일 밤 12:30 ~ 1:20  | 50분      |
| KBS춘천 1TV | 2014년 9월 4일 ~ 2014년 10월 23일  | 매주 목요일 밤 12:50 ~ 1:40  | 50분      |
| KBS춘천 1TV | 2015년 4월 16일 ~ 2016년 1월 21일  | 매주 목요일 밤 12:30 ~ 1:25  | 55분      |
| KBS춘천 1TV | 2018년 5월 31일 ~ 2018년 9월 7일   | 매주 목요일 밤 11:40 ~ 12:30 | 50분      |
| KBS춘천 1TV | 2018년 12월 6일 ~ 2020년 6월 25일  | 매주 목요일 밤 11:40 ~ 12:30 | 50분      |
| KBS춘천 1TV | 2018년 9월 14일 ~ 2018년 11월 29일 | 매주 목요일 밤 12:00 ~ 12:50 | 50분      |
| KBS춘천 1TV | 2020년 7월 2일 ~ 2020년 11월 26일  | 매주 목요일 밤 12:10 ~ 1:00  | 50분      |

## 역대 MC
| 역대 | 진행자 | 진행 기간                           | 비고 |
| ---- | ------ | ----------------------------------- | ---- |
| 1대  | 이한철 | 2010년 12월 20일 ~ 2014년 12월 23일 |      |
| 2대  | 이승열 | 2015년 1월 13일 ~ 2017년 9월 14일   |      |
| 3대  | 육중완 | 2017년 9월 21일 ~ 2019년 8월 29일   |      |
| 4대  | 고영배 | 2019년 9월 5일 ~ 2020년 11월 26일   |      |

## 방송 회차

### 2010년
| 회차 | 방송일    | 출연자                             |
| ---- | --------- | ---------------------------------- |
| 1회  | 12월 20일 | 노리플라이, 데이브레이크, 안녕바다 |

### 2011년
| 회차 | 방송일    | 출연자                                |
| ---- | --------- | ------------------------------------- |
| 2회  | 1월 5일   | 라벤타나, 박주원                      |
| 3회  | 1월 12일  | 앨리스 인 네버랜드, 정원영밴드        |
| 4회  | 1월 19일  | 몽니, 슈퍼 키드                       |
| 5회  | 1월 26일  | 캐스커, 한희정, 커먼그라운드          |
| 6회  | 2월 9일   | 크라잉넛                              |
| 7회  | 2월 23일  | 윈디 시티                             |
| 8회  | 3월 9일   | 10cm                                  |
| 9회  | 3월 16일  | 랄라스윗, 나루                        |
| 10회 | 3월 23일  | 스탠딩 에그, 칵스                     |
| 11회 | 4월 6일   | 메이트                                |
| 12회 | 4월 13일  | 국카스텐                              |
| 13회 | 4월 19일  | 이인세, 박새별, 데이브레이크          |
| 14회 | 4월 26일  | 하림, 윤종신                          |
| 15회 | 5월 4일   | 브로콜리 너마저                       |
| 16회 | 5월 18일  | 보드카레인                            |
| 17회 | 5월 25일  | 달콤한 소금, 오지은과 늑대들          |
| 18회 | 6월 1일   | 좋아서 하는 밴드, 와이낫              |
| 19회 | 6월 15일  | 안녕바다, 그루브 올스타즈             |
| 20회 | 6월 29일  | 노브레인                              |
| 21회 | 7월 13일  | 윈터플레이                            |
| 22회 | 7월 20일  | 제이레빗, 디어 클라우드               |
| 23회 | 8월 3일   | 미미시스터즈, 라세 린드               |
| 24회 | 8월 10일  | 옥상달빛                              |
| 25회 | 8월 17일  | 텔레파시, 타카피                      |
| 26회 | 8월 24일  | 장재인, 소이, 장기하와 얼굴들, 넥스트 |
| 27회 | 9월 7일   | 옐로우 몬스터즈, 갤럭시 익스프레스    |
| 28회 | 9월 14일  | 이루펀트, 가리온                      |
| 29회 | 9월 21일  | 소울 다이브, UMC/UW                   |
| 30회 | 9월 28일  | 강토, 세렝게티                        |
| 31회 | 10월 12일 | 어반자카파                            |
| 32회 | 10월 19일 | 정민아, 미지                          |
| 33회 | 10월 26일 | The 林                                |
| 34회 | 11월 2일  | 루싸이트 토끼, 슈퍼8비트              |
| 35회 | 11월 9일  | 소이, 요조                            |
| 36회 | 11월 16일 | 일락, 짙은                            |
| 37회 | 11월 30일 | 조문근, 검정치마                      |
| 38회 | 12월 14일 | POE, 게이트 플라워즈                  |
| 39회 | 12월 28일 | 안녕바다, 킹스턴 루디스카             |
| 40회 | 12월 29일 | 몽니, 크라잉넛                        |

### 2012년
| 회차 | 방송일    | 출연자                                                                |
| ---- | --------- | --------------------------------------------------------------------- |
| 41회 | 1월 4일   | 톡식, 아이씨사이다                                                    |
| 42회 | 1월 11일  | 밀크티, 델리 스파이스                                                 |
| 43회 | 1월 18일  | 애쉬그레이, 로맨틱펀치                                                |
| 44회 | 1월 25일  | 비안, 서영도 일렉트릭 앙상블                                          |
| 45회 | 2월 1일   | 말로                                                                  |
| 46회 | 2월 8일   | 고고스타, 바이바이배드맨                                              |
| 47회 | 2월 15일  | 브로큰 발렌타인, 문샤이너스                                           |
| 48회 | 2월 22일  | 오케이션, 팔로알토                                                    |
| 49회 | 2월 29일  | 비즈니즈, 버벌진트                                                    |
| 50회 | 3월 7일   | 폴리, 순이네담벼락                                                    |
| 51회 | 3월 14일  | 원모어찬스                                                            |
| 52회 | 3월 28일  | 해브 어 티, 랄라스윗                                                  |
| 53회 | 4월 4일   | 주윤하, 타루                                                          |
| 54회 | 4월 18일  | 몽키즈, 피터팬 컴플렉스                                               |
| 55회 | 4월 25일  | 타카피, 칵스                                                          |
| 56회 | 5월 2일   | 슈퍼 키드, 데이브레이크                                               |
| 57회 | 5월 9일   | 가을방학                                                              |
| 58회 | 5월 30일  | 루시아, 셰인                                                          |
| 59회 | 6월 1일   | 스윗 소로우                                                           |
| 60회 | 6월 13일  | 로켓트리, 라이너스의 담요                                             |
| 61회 | 6월 20일  | 번아웃하우스, 정기고                                                  |
| 62회 | 6월 27일  | 유발이의 소풍, 소란                                                   |
| 63회 | 7월 4일   | 이한철 (MC 본인)                                                      |
| 64회 | 7월 11일  | 파티메이커, 옐로우 몬스터즈                                           |
| 65회 | 7월 18일  | 딕펑스, 페퍼톤스                                                      |
| 66회 | 8월 8일   | 제이레빗, 김지수                                                      |
| 67회 | 8월 15일  | 핸섬피플                                                              |
| 68회 | 8월 22일  | 소울스테거락커스, 윈디 시티                                           |
| 69회 | 9월 5일   | 카피머신, 킹스턴 루디스카                                             |
| 70회 | 9월 12일  | 예리밴드, 고고보이스, 네미시스                                        |
| 71회 | 9월 19일  | 판타스틱 드럭스토어, 네바다51, 해리빅버튼                             |
| 72회 | 10월 3일  | 기린, 빅로드, 메타와 렉스                                             |
| 73회 | 10월 17일 | 스윙스, 버벌진트                                                      |
| 74회 | 10월 31일 | 솔솔부는봄바람, 정형근                                                |
| 75회 | 11월 14일 | 향니, 스윙스, 엑시즈                                                  |
| 76회 | 11월 28일 | 원펀치, 가을방학                                                      |
| 77회 | 12월 20일 | 찾아가는 음악회 《강원도 정선군 편》 피아, 스픽아웃,크라잉넛,불독맨션 |
| 78회 | 12월 27일 | 찾아가는 음악회 《강원도 정선군 편》2 크라잉넛, 홀로그램필름, 부활    |

### 2013년
| 회차  | 방송일    | 출연자                                        |
| ----- | --------- | --------------------------------------------- |
| 79회  | 1월 2일   | 망각화, 브로큰 발렌타인                       |
| 80회  | 1월 9일   | 머쉬룸즈, 델리 스파이스                       |
| 81회  | 1월 16일  | 커피소년, 짙은                                |
| 82회  | 1월 23일  | 전기뱀장어, 솔루션스, 갤럭시 익스프레스       |
| 83회  | 2월 6일   | 아침, 데이브레이크                            |
| 84회  | 2월 13일  | 서울특별시 편                                 |
| 85회  | 2월 20일  | 서울특별시 편                                 |
| 86회  | 2월 27일  | 친목도모, 클래지콰이                          |
| 87회  | 3월 6일   | 10cm, 클럽 505                                |
| 88회  | 3월 13일  | 장고와 펑키 카니발, 연남동 덤앤더머, 장미여관 |
| 89회  | 3월 27일  | 노브레인, 갈릭스, 한음파                      |
| 90회  | 4월 3일   | 블랙백, 바닐라어쿠스틱, 소란                  |
| 91회  | 4월 14일  | 이지형, 어반자카파                            |
| 92회  | 4월 21일  | 일락, 캐스커                                  |
| 93회  | 4월 28일  | 헤르쯔 아날로그, 몽니                         |
| 94회  | 5월 5일   | 어쿠스틱 콜라보, 루시아                       |
| 95회  | 5월 12일  | 박경환, 초콜렛 박스                           |
| 96회  | 5월 19일  | 스몰오, 브로콜리 너마저                       |
| 97회  | 5월 26일  | 원모어찬스, 좋아서 하는 밴드                  |
| 98회  | 6월 2일   | 소울 다이브, 딥플로우                         |
| 99회  | 6월 9일   | 가리온, 제이케이, 본 킴                       |
| 100회 | 6월 16일  | 이현우, 불독맨션                              |
| 101회 | 6월 23일  | 한희정, 줄리아 하트                           |
| 102회 | 6월 30일  | 트랜스픽션, 해리빅버튼                        |
| 103회 | 7월 14일  | 안녕바다, 네미시스, 무아밴드                  |
| 104회 | 7월 21일  | 오지은, 권순관                                |
| 105회 | 8월 4일   | 디어 클라우드, Katie Goes To Tokyo, 머쉬룸즈  |
| 106회 | 8월 11일  | 류석원, 김지수                                |
| 107회 | 8월 18일  | 피아, 데이브레이크                            |
| 108회 | 8월 25일  | 몽니, 쏜애플                                  |
| 109회 | 9월 1일   | 옥상달빛, 타루                                |
| 110회 | 9월 8일   | 술탄 오브 더 디스코, 불나방스타쏘세지클럽     |
| 111회 | 9월 22일  | 솔루션스, 후후                                |
| 112회 | 9월 29일  | 고상지밴드, 최고은                            |
| 113회 | 10월 6일  | 윈디 시티, 넘버원코리안                       |
| 114회 | 10월 13일 | 레이지본, 구남과여라이딩스텔라                |
| 115회 | 10월 23일 | 시나위, 크라잉넛, 홀로그램필름                |
| 116회 | 10월 30일 | 김거지, 라운드헤즈, 밤손님                    |
| 117회 | 11월 6일  | 임헌일, 박새별                                |
| 118회 | 11월 13일 | 2013년 유재하 특집                            |
| 119회 | 11월 20일 | 슈가볼, 소심한 오빠들, 사우스카니발           |
| 120회 | 11월 27일 | 자우림                                        |
| 121회 | 12월 4일  | 웁스나이스, 어느새, 제쉬, 페이퍼트리          |
| 122회 | 12월 11일 | K-루키즈 파이널 콘서트                        |
| 123회 | 12월 18일 | K-루키즈 파이널 콘서트                        |

### 2014년
| 회차  | 방송일    | 출연자                                    |
| ----- | --------- | ----------------------------------------- |
| 124회 | 1월 8일   | K-루키즈 파이널 콘서트                    |
| 125회 | 1월 15일  | 로맨틱펀치, 딕펑스                        |
| 126회 | 1월 22일  | 소란, 김대중                              |
| 127회 | 1월 29일  | K-루키즈 파이널 콘서트                    |
| 128회 | 2월 5일   | 어반자카파, 정준일                        |
| 129회 | 2월 12일  | W, JAS, 김목인, 강아솔                    |
| 130회 | 2월 19일  | 타카피, 몽키즈                            |
| 131회 | 2월 26일  | 윤한, 바버렛츠                            |
| 132회 | 3월 5일   | MC 스나이퍼, 스윙스                       |
| 133회 | 3월 12일  | 가리온, 진돗개, 사포&비올                 |
| 134회 | 3월 19일  | 유발이의 소풍, 킹스턴루디스카, 닥터링딩   |
| 135회 | 3월 26일  | 요조, 커피소년                            |
| 136회 | 4월 2일   | 마스터포, 차가운 체리, 모코지             |
| 137회 | 4월 7일   | 해리빅버튼, 몽니                          |
| 138회 | 4월 14일  | 스웨덴세탁소, 랄라스윗                    |
| 139회 | 6월 9일   | 힙합특집 스페셜                           |
| 140회 | 6월 16일  | 스카 · 레게 스페셜                        |
| 141회 | 6월 23일  | 미니록페 스페셜                           |
| 142회 | 6월 30일  | 이상은, 페이퍼컷프로젝트                  |
| 143회 | 7월 7일   | 불독맨션, 참깨와 솜사탕                   |
| 144회 | 7월 21일  | 짙은, 프롬                                |
| 145회 | 7월 28일  | 김바다, 쏜애플                            |
| 146회 | 8월 4일   | 체리필터, 고고스타, 예리밴드              |
| 147회 | 8월 11일  | 마푸키키, 스카웨이커스, 윈디시티          |
| 148회 | 8월 18일  | 갈릭스, 노브레인                          |
| 149회 | 8월 25일  | 바닐라어쿠스틱, 어쿠스틱블랑              |
| 150회 | 9월 1일   | 빌리어코스티, 로즈마리, 피터팬컴플렉스    |
| 151회 | 9월 15일  | 3호선버터플라이, 김보경, 홀로그램필름     |
| 152회 | 9월 22일  | 모리, 슈퍼키드, 크라잉넛                  |
| 153회 | 9월 29일  | 밴드24일, 꽃잠프로젝트, 페퍼톤스          |
| 154회 | 10월 6일  | 이은미, 주효                              |
| 155회 | 10월 13일 | 트랜스픽션, 솔루션스, 스윗리밴지          |
| 156회 | 10월 20일 | 김사랑, 내 귀에 도청장치                  |
| 157회 | 10월 27일 | 웅산, 프렐류드, 크리시&조영덕트리오       |
| 158회 | 11월 3일  | 故 신해철 추모 스페셜                     |
| 159회 | 11월 11일 | 윤덕원, 휴먼레이스                        |
| 160회 | 11월 18일 | 블랙러시안, 모던다락방, 선우정아          |
| 161회 | 11월 25일 | 하이니, 미미시스터즈, 노라조              |
| 162회 | 12월 9일  | 고래야, 고구려밴드, 정민아                |
| 163회 | 12월 16일 | 리싸, 제이래빗, 재주소년                  |
| 164회 | 12월 23일 | 서울상경음악단, 플래너스, 라이너스의 담요 |

### 2015년
| 회차  | 방송일    | 출연자                                                |
| ----- | --------- | ----------------------------------------------------- |
| 165회 | 1월 6일   | 리아, 브로큰발렌타인                                  |
| 166회 | 1월 13일  | 이승열, 안녕바다, 눈뜨고 코베인                       |
| 167회 | 1월 20일  | 이현우, 어쿠스틱 콜라보                               |
| 168회 | 1월 27일  | 심규선, 홀린, 맹유나                                  |
| 169회 | 2월 3일   | 몽니, 고고보이스                                      |
| 170회 | 2월 10일  | 옐로우몬스터즈, 아즈버스, 에이틴그램                  |
| 171회 | 2월 24일  | 로큰롤라디오, 로맨틱펀치                              |
| 172회 | 3월 3일   | 서울전자음악단, 프롬디어포트                          |
| 173회 | 3월 10일  | 데이브레이크, 에이프릴세컨드                          |
| 174회 | 3월 17일  | 동네빵집, 이정아, 더 필름                             |
| 175회 | 3월 24일  | 크랜필드, 9와숫자들, 로로스                           |
| 176회 | 3월 31일  | 김지수, 신현희와 김루트, 러브엑스테레오               |
| 177회 | 4월 7일   | 루디스텔로, N.EX.T United (넥스트 유나이티드), 홍경민 |
| 178회 | 4월 14일  | 안녕바다, 안녕하신가영                                |
| 179회 | 4월 21일  | 홍단아, 잔나, 이한철                                  |
| 180회 | 4월 28일  | 더블유 앤 자스, 이지형                                |
| 181회 | 5월 5일   | 소란, 소심한 오빠들                                   |
| 182회 | 5월 12일  | 36.5°C, 정재원, 버스터리드                            |
| 183회 | 5월 19일  | 프롬, 피아                                            |
| 184회 | 5월 26일  | 뷰렛, 바닐라어쿠스틱, 만쥬한봉지                      |
| 185회 | 6월 2일   | 최고은, 옥상달빛                                      |
| 186회 | 6월 9일   | 11시11분, 투어리스트, 슈퍼 키드                       |
| 187회 | 6월 16일  | 민채, 호란                                            |
| 188회 | 6월 23일  | 허니핑거식스, 웁스나이스, 솔루션스                    |
| 189회 | 6월 30일  | 빌리어코스티, 어반자카파                              |
| 190회 | 7월 7일   | 장재인, 후후, 로맨스탭                                |
| 191회 | 7월 14일  | 연남동덤앤더머, 갈릭스, 술탄 오브 더 디스코           |
| 192회 | 7월 21일  | 윤덕원, 정준영                                        |
| 193회 | 8월 4일   | 이승열, 김필, 풋풋                                    |
| 194회 | 8월 11일  | 프리마테, 타이미, 피타입                              |
| 195회 | 8월 18일  | 이루펀트, 기리보이, 바스코                            |
| 196회 | 8월 25일  | 데드버튼즈, 내 귀에 도청장치, 해리빅버튼              |
| 197회 | 9월 8일   | 포, 갤럭시 익스프레스, 시나위                         |
| 198회 | 9월 15일  | 커피소년, 시오엔                                      |
| 199회 | 9월 22일  | 재주소년, 옥수사진관, 피콕                            |
| 200회 | 10월 6일  | 로맨틱펀치, 몽니, 이승환                              |
| 201회 | 10월 27일 | 서영은, 딕펑스, 정동하, 스트릿건즈, 소찬휘            |
| 202회 | 11월 17일 | 200회 특집 '200&20'                                   |
| 203회 | 12월 8일  | 200회 특집 '200&20'                                   |
| 204회 | 12월 15일 | 가을방학, 꽃잠프로젝트                                |
| 205회 | 12월 22일 | 칵스, 슈가도넛, 버스터리드                            |

### 2016년
| 회차  | 방송일    | 출연자                                                               |
| ----- | --------- | -------------------------------------------------------------------- |
| 206회 | 1월 5일   | <강원대학교 특집> 김장훈, 은가은, 타틀즈                             |
| 207회 | 1월 12일  | <강원대학교 특집> 장미여관, 웁스나이스, 신현희와김루트               |
| 208회 | 1월 19일  | 빌리어코스티, 더 모노톤즈                                            |
| 209회 | 1월 26일  | 오리엔탈쇼커스, 그레이프T, 에이퍼즈                                  |
| 210회 | 2월 2일   | 전인권밴드, 해리빅버튼, 아시안체어샷, 로큰롤라디오                   |
| 211회 | 2월 16일  | 전인권밴드, 빌리어코스티, 블루파프리카, 고래야                       |
| 212회 | 2월 23일  | 팔로알토, 허클베리 피, 레디, 엔피유니온                              |
| 213회 | 3월 1일   | MC 스나이퍼, 이루펀트, 김심야                                        |
| 214회 | 3월 8일   | 라이프앤타임, 유근호, 스트레이                                       |
| 215회 | 3월 15일  | 중식이밴드, 슈퍼키드                                                 |
| 216회 | 3월 22일  | 브로콜리너마저, W&Whale&Why                                          |
| 217회 | 3월 29일  | 연남동덤앤더머, 안녕바다, 보이즈인더키친                             |
| 218회 | 4월 5일   | 스무살, 바닐라어쿠스틱, 아즈버스                                     |
| 219회 | 4월 12일  | 이젠, 딕펑스                                                         |
| 220회 | 4월 19일  | 못, 장미여관                                                         |
| 221회 | 4월 26일  | 홍대광, 커피소년, 아이보리코스트                                     |
| 222회 | 5월 3일   | 슬기로운생활, 더트리븃, 어쿠스윗, 노라조                             |
| 223회 | 5월 10일  | 고구려, 밴이지, 블랙홀                                               |
| 224회 | 5월 17일  | 위아더나잇, 피터팬 컴플렉스, 오만석, 램즈                            |
| 225회 | 5월 24일  | 갤럭시익스프레스, 아이엠낫                                           |
| 226회 | 6월 7일   | 하이니 기타치는 세남자 제이레빗                                      |
| 227회 | 6월 14일  | 몽니, 빌리바터                                                       |
| 228회 | 6월 21일  | 이치현, 블루파프리카, 김정민, 로큰롤라디오                           |
| 229회 | 6월 28일  | 한동준, 나희경, 조항조, 아시안체어샷                                 |
| 230회 | 7월 5일   | 2016 상반기 스페셜                                                   |
| 231회 | 7월 12일  | 제이앤조이20, 전범선과양반들, 주윤하                                 |
| 232회 | 7월 19일  | 어반자카파, 마이큐                                                   |
| 233회 | 8월 23일  | KCM, 이지형                                                          |
| 234회 | 8월 30일  | 빨간의자, 쏜애플, 박소유 x 휴키이스                                  |
| 235회 | 9월 6일   | 윤수일 특집 헌정공연 1부, 40년 밴드뮤지션의 귀환                     |
| 236회 | 9월 20일  | 특집 윤수일 데뷔40주년 헌정공연, '40년, 밴드뮤지션의 귀환'           |
| 237회 | 10월 4일  | MC스나이퍼, 잔나비, KCM, 하이니                                      |
| 238회 | 10월 11일 | KCM, 손승연, 노브레인                                                |
| 239회 | 10월 18일 | 권나무, GDJYB, Yellow Fang, Scoobie Do, 샘김, 계피of가을방학         |
| 240회 | 10월 25일 | 빛과소음, 칵스, 솔루션스, 허클베리피, 팔로알토, G2, 우탄, 이디오테잎 |
| 241회 | 11월 1일  | 이승열, 김필, 알리                                                   |
| 242회 | 11월 8일  | 최백호, 라벤타나, 레이지본, 송소희                                   |
| 243회 | 11월 15일 | 송소희, 데이브레이크, 김수철                                         |
| 244회 | 12월 6일  | 옥수사진관, 바버렛츠                                                 |
| 245회 | 12월 13일 | 더베인, 솔튼페이버, 소란                                             |
| 246회 | 12월 20일 | 단편선과 선원들, 최삼, 가리온, 해리빅버튼                            |
| 247회 | 12월 27일 | 피타입, 크라잉넛                                                     |

### 2017년
| 회차  | 방송일    | 출연자                                           |
| ----- | --------- | ------------------------------------------------ |
| 248회 | 1월 3일   | 볼빨간 사춘기, 노브레인                          |
| 249회 | 1월 21일  | 스테레오타입, 호랑이아들들, MAS0094              |
| 250회 | 2월 4일   | 징고, 임헌일, 박원                               |
| 251회 | 2월 11일  | 오리엔탈 쇼커스, 더 모노톤즈                     |
| 252회 | 2월 25일  | 술탄 오프 더 디스코, 실리카겔, 더 한즈           |
| 253회 | 3월 4일   | 김사월, 최고은                                   |
| 254회 | 3월 18일  | 성진환, 커피소년                                 |
| 255회 | 3월 25일  | 오왠, 에이프릴 세컨드, 나희경                    |
| 256회 | 4월 1일   | 이한철, 치즈                                     |
| 257회 | 4월 8일   | 신현희와 김루트, 빌리어코스티                    |
| 258회 | 4월 15일  | 송래퍼, 비도승우, MC스나이퍼                     |
| 259회 | 4월 22일  | 키썸, 베이식, 키비                               |
| 260회 | 4월 29일  | Kyo(이규호), 로다운30                            |
| 261회 | 5월 6일   | 정명훈(Ciel), 송홍섭앙상블                       |
| 262회 | 5월 13일  | 메리라운드, 더히든, 소심한오빠들                 |
| 263회 | 5월 20일  | 옥상달빛, 솔루션스                               |
| 264회 | 5월 27일  | 버스터즈, 최낙타, 에브리싱글데이                 |
| 265회 | 6월 10일  | 라이프앤타임, 노리플라이                         |
| 266회 | 6월 17일  | 스텔라장, 몽니                                   |
| 267회 | 7월 6일   | 상반기 결산                                      |
| 268회 | 7월 1일   | 어반자카파, 아이엠낫                             |
| 269회 | 7월 8일   | 짙은, South Club(남태현)                         |
| 270회 | 7월 15일  | 수란, 잔나비                                     |
| 271회 | 7월 22일  | <부산특집> B9, 스카웨이커스, 헤드터너            |
| 272회 | 7월 29일  | <부산특집2> 버닝소다, 신현희와김루트, 바크하우스 |
| 273회 | 8월 5일   | 이승열 스페셜                                    |
| 274회 | 8월 12일  | 어쿠스윗, 웨일, 안녕바다                         |
| 275회 | 8월 19일  | 폴킴, 문문, 윤딴딴                               |
| 276회 | 8월 26일  | 이장혁, 스위트피                                 |
| 277회 | 9월 2일   | 마더바이브, 강이채, 선우정아, 바버렛츠           |
| 278회 | 9월 9일   | 임다미, 이진아                                   |
| 279회 | 10월 7일  | 다시 보는 2016 올댓뮤직with 춘가음               |
| 280회 | 10월 21일 | 2017올댓뮤직 with춘천가족음악축제1               |
| 281회 | 10월 28일 | 2017올댓뮤직 with춘천가족음악축제2               |
| 282회 | 11월 4일  | <EDM특집> 조이파크, 이디오테잎                   |
| 283회 | 11월 11일 | <EDM특집2> 키라라, 맥시마이트                    |
| 284회 | 11월 29일 | <원주특집> 타카피, 최낙타, 잔나비                |
| 285회 | 12월 7일  | <원주특집2> 폴킴, 데이브레이크, 10cm             |
| 286회 | 12월 14일 | <인디스땅스 파이널 콘서트 1부>                   |
| 287회 | 12월 21일 | <인디스땅스 파이널 콘서트 2부>                   |

### 2018년
| 회차  | 방송일  | 출연자                                        |
| ----- | ------- | --------------------------------------------- |
| 288회 | 3월 1일 | <어서 와~ 방송은 처음이지?> 1부 1415, 그_냥   |
| 289회 | 3월 8일 | <어서 와~ 방송은 처음이지?> 2부 알레프, O.O.O |

## 같이 보기
- 《유희열의 스케치북》(KBS 2TV, 2009년 4월 24일 ~ )